# 日本惑星科学会
日本惑星科学会 (にほんわくせいかがくかい、英語: The Japanese Society for Planetary Sciences, JSPS) は、惑星に関する研究を目的に1992年に設立された学会である。会長は竝木則行 (国立天文台教授)。
事務局を東京都港区芝大門2-1-16 芝大門MFビルB1階 株式会社イーサイド登録センター内に置いている。2013年7月29日以前の事務局は東京都港区赤坂2-18-14 赤坂STビル2階株式会社イーサイド登録センター内であった。

## 概要
近年、大型望遠鏡の稼働をはじめとして、太陽系内探査によって大幅に太陽系内の知見が拡大してきている。しかしながら、専門的に惑星科学分野を研究する専門学会はなかったため、日本惑星科学会が設立された。21世紀に向けて日本独自の月・惑星探査が本格化する中で、日本での惑星科学を推進し、さらにその成果を広く社会に還元、知見を普及することを設立の目的として掲げている。
日本惑星科学会は、団体として日本地球惑星科学連合に参加している。

## 設立の経緯
- 1992年に日本天文学会内で、「はやぶさ」ミッション、そして月探査計画である「かぐや」ミッションや、今後の惑星探査計画（PLANET-C、ベピ・コロンボ）、そしてその先にある、「セレーネ2」計画や、長期探査目標である木星探査計画に向けた研究基盤整備を目的として、研究会の設立が提案され、同年年会にて承認。
- 1993年には、日本学術会議登録認定団体として登録を受け、公的学術研究会として支援が受けられるようになる[4]。
- 現在は、法人格を持たない、任意団体として活動が行われている。

## 会員
現在、正会員（一般、学生）と賛助会員がある。2019年11月現在の会員数は607名で、うち511名が一般会員、96名が学生会員である。また賛助会員が2団体である。

## 刊行物
- 『遊・星・人』 - 年4回発行の、邦文による惑星科学研究論文誌[5][6]
- 『Earth, Planet and Space (EPS)』 - 欧文惑星科学研究論文誌。地球電磁気・地球惑星圏学会、日本地震学会、日本火山学会、日本測地学会、および日本惑星科学会の地球惑星科学関連の学会が共同で発行している。

刊行物に関しては、バックナンバーをインターネット上のサイトで公開中である。

## 歴代会長
- 第6期 (2001年1月 - 2002年12月)：水谷仁 (名古屋大学理学部)
- 第7期 (2003年1月 - 2004年12月)：水谷仁 (名古屋大学理学部)
- 第8期 (2005年1月 - 2006年12月)：向井正 (神戸大学大学院理学研究科)
- 第9期 (2007年1月 - 2008年12月)：林祥介 (神戸大学大学院理学研究科)
- 第10期 (2009年1月 - 2010年12月)：井田茂 (東京工業大学理学部)
- 第11期 (2011年1月 - 2012年12月)：渡邊誠一郎 (名古屋大学大学院環境学研究科)
- 第12期 (2013年1月 - 2014年12月)：田近英一 (東京大学大学院新領域創成科学研究科)
- 第13期 (2015年1月 - 2016年12月)：倉本圭 (北海道大学大学院理学研究院)
- 第14期 (2017年1月 - 2018年12月)：荒川政彦 (神戸大学大学院理学研究科)
- 第15期 (2019年1月 - 2020年12月)：中本泰史 (東京工業大学理学院)
- 第16期 (2021年1月 - 2022年12月)：中村昭子 (神戸大学)
- 第17期 (2023年1月 - 2024年10月現在)：竝木則行 (国立天文台)

## その他
世界天文年2009の協力支援団体になる。